# Seznam slovenskih jezikoslovcev
Seznam slovenskih jezikoslovcev.

## A
- Lučka Abram
- Maruška Agrež
- Kozma Ahačič
- Martin Ahlin
- Jurij Alič
- Ema Andoljšek
- Špela Arhar Holdt
- Simon Atelšek
- Branko Ažman

## B
- Matjaž Babič
- Saša Babič
- Vanda Babič
- Jasna Baebler
- Anton Bajec
- Marija Bajzek Lukač
- Tatjana Balažic Bulc
- Júlia Bálint Čeh
- Friderik Baraga (1797–1868)
- Samanta Baranja
- Anton Bartel
- Andrej Bartol
- Urban Batista
- Marjana Baumgarten Briški
- Kasilda Bedenk
- Agnieszka Będkowska Kopczyk
- Ana Beguš
- Gašper Beguš
- Andrej Bekeš
- Mojca Belak
- Franc Belec
- Francka Benedik
- Martin Benedik
- Juan Benigar
- Anja Benko
- Zdenka Beran
- Sonja Berce
- Simona Bergoč
- Antonija Bernard
- Elizabeta Bernjak
- Marja Bešter Turk
- Anton Bezenšek
- Janko Bezjak
- France Bezlaj
- Viktor Bežek
- Marija Bidovec
- Franc Bilc
- Maja Bitenc
- Zvonko Bizjak
- Aleksandra Bizjak Končar
- Aleš Bjelčevič
- Dana Blaganje
- Ksenija Bogetić Pejović
- Adam Bohorič (~1520–1596)
- Ljudmila Bokal
- József Bókor
- Marija Bolta
- Janez Božič (duhovnik)
- Stojan Bračič
- Fran Bradač
- Valter Braz
- Franc Breckerfeld
- Anton Breznik (1881–1944)
- Aleksandra Brezovec
- Pavel Brežnik
- Jožef Briginel
- Mihaela Brumen
- Stanko Bunc
- Lara Burazer

## C
- Oroslav Caf (1814-1874)
- Dubravka Celinšek
- Jadranka Cergol
- Majda Cibic Cergol
- Matej Cigale (1819-1889)
- Fanny Susan Copeland?
- Rada Cossutta
- Franco Crevatin
- Oliver Currie
- Ljudmila Cvetek Russi
- Slavko Cvetek
- Varja Cvetko Orešnik

## Č
- Janko Čar
- Matija Čep
- Metod Čepar
- Danica Čerče
- Ivana Černelič
- (Mirko Černič)
- Manca Černivec
- Anton Čižman?
- Josip Čižman?
- Lucija Čok
- Bojan Čop
- Dušan Čop
- Josip Čop
- Matija Čop (1797-1835)
- Rosana Čop
- Rajmund Čuček
- Darko Čuden

## D
- Peter Dajnko
- Roberto Dapit
- Margaret Davis
- Anton Debeljak
- Janez Debevec
- Narcis Dembskij
- Aleksandra Derganc
- Slavko Deržek
- Tamara Ditrich
- Duša Divjak Race
- Helena Dobrovoljc
- Kaja Dobrovoljc
- Anton Dokler
- Marijan Dokler
- Kaja Dolar
- Janez Dolenc?
- Milan Dolgan
- Nataša Domadenik (por. Detič)
- Teodor Domej
- Silvester Domicelj
- Akoš Dončec
- Katja Drnovšek?
- Josip Drobnič
- Janez Dular
- Boštjan Dvořák

## Đ
- Maja Đukanović

## E
- Janez Erat

## F
- Melanija Larisa Fabčič
- Diomira Fabjan Bajc
- Jože Faganel ?
- Tanja Fajfar
- Ina Ferbežar
- Franc Ferk?
- Fedora Ferluga-Petronio
- Alja Ferme
- (Goran Filipi)
- Jože Filo
- Mateja Forte
- Jasmin Franza
- Franc Friedl?
- Jože Ftičar?
- Metka Furlan

## G
- Mateja Gaber
- Dejan Gabrovšek
- Dušan Gabrovšek
- Apolonija Gantar
- Velemir Gjurin
- Karel Glaser (1845–1913)
- Nataša Gliha Komac
- Darja Globevnik (Žorga-G.)
- Joža Glonar
- Alenka Gložančev
- Neva Godini-Godnič?
- Lara Godec Soršak?
- Marija Golden
- Janko Golias
- Katarina Gomboc Čeh?
- Mateja Gomboc
- Vojko Gorjanc
- Januška Gostenčnik
- Anton Grad
- Martin Grad
- (Janez Gradišnik)
- Marc L. Greenberg
- Kristina Gregorčič
- Matejka Grgič
- Majda Grmek
- Milan Grošelj
- Nada Grošelj
- Ada Gruntar Jermol
- Mita Gustinčič Pahor
- Ožbalt Gutsman

## H
- (László Hadrovics)
- Stanislav Hafner
- Maja Hajdinjak
- Milena Hajnšek Holz
- Nanika Holz
- Hipolit Novomeški
- Kristina Hmeljak Sangawa
- Mateja Hočevar Gregorič
- Luka Horjak
- Mojca in Sonja Horvat
- Davorin Hostnik (1853 - 1929)
- Nataša Hribar
- Matej Hriberšek
- Ladislav Hrovat
- Damjan Huber
- Marjeta Humar

## I
- Gašper Ilc
- Aleksander Isačenko
- Martin Ivanetič?
- Barbara Ivančič Kutin

## J
- Vladislav Jagodic
- Nataša Jakop
- Tjaša Jakop
- Franc Jakopin
- Primož Jakopin
- Harald Jaksche
- Marija Jamar-Legat?
- Anton Janežič
- Marija Janežič
- Anton Janko
- Jurij Japelj
- Mojca Jarc
- Urban Jarnik
- Anton Jehart
- Alenka Jelovšek
- Alojz Jembrih
- Mateja Jemec Tomazin
- Elizabeta Mojca Jenko
- Elza Jereb
- France Jesenovec
- Marko Jesenšek
- Vida Jesenšek
- Martin Jevnikar
- Marija Jež Grgič
- Janoš Ježovnik
- Jožica Jožef Beg?
- Hermina Jug-Kranjec
- Janko Jurančič
- Klementina Jurančič Petek
- Peter Jurgec
- Andraž Jurtela
- (Janez Justin)
- Dunja Jutronić
- Fran Juvančič
- Rudolf Južnič
- (Stane Južnič)

## K
- Anton Kacin
- Vatroslav Kalenić
- Monika Kalin Golob
- Stanko Kamenšček?
- Ženja Kansky
- Matija Karba
- Jože Karba?
- Pavel Karlin
- Ludvik Karničar
- Franc Kattnig?
- Majda Kaučič Baša
- Monika Kavalir
- Jerneja Kavčič
- Janez Keber
- Jakob Kelemina
- Karmen Kenda - Jež
- Boris Kern
- Apolonija Klančar Kobal
- Iva Klemenčič
- Simona Klemenčič
- Slavo Klemenčič
- Stanko Klinar
- Anka Kline
- Mihaela Knez
- Rok Kobal
- Alenka Kocbek
- Štefan Kociančič
- Nike Kocijančič Pokorn?
- Polonca Kocjančič
- Rudolf Kolarič
- Mihaela Koletnik
- Anna Kóllath
- Nataša Komac (gl. Gliha)
- Smiljana Komar
- Tatjana Komarova
- Mojca Kompara Lukančič
- Jernej Kopitar (1780-1844)
- Silvester Kopriva?
- Metka Kordigel Aberšek
- Tomo Korošec
- Viktor Korošec
- Vladimir Kos
- Albert Kosmač?
- Polona Kostanjevec
- Petra Kostelec
- Borislava Košmrlj Levačič
- Silvin Košak
- Ivan Koštiál
- Janko Kotnik
- Stanko Kotnik?
- Marija Kovač?
- Irena Kovačič
- Krištof Jacek Kozak?
- Ivana Kozlevčar Černelič
- Janez Krajnc
- Mira Krajnc Ivič
- Tadej Kralj
- Simona Kranjc
- Jože Krašovec
- Gregor Krek
- Miroslav Krek
- Simon Krek
- Sebastijan Krelj (1538-1567)
- Uršula Krevs Birk
- Martina Križaj Ortar
- Franc Križman
- Jožef Križman
- Mirko Križman
- Domen Krvina
- Erika Kržišnik
- Vlasta Kučiš
- Melita Kukovec
- Marjan Kulčar
- Blaž Kumerdej
- Mojca Kumin Horvat
- Dušica Kunaver?
- Olga Kunst Gnamuš
- Ivan Kunšič
- Koloman Kvas

## L
- Meta Lah
- Herta Lausegger
- Branka Lazar
- Vesna Lazović
- Ksenija Leban
- Rada Lečič
- Nina Ledinek
- Andreja Legan Ravnikar
- Lia Legiša
- Lino Legiša?
- Melita Lemut Bajec
- Jakob Lenardič
- Lena Lenček
- Rado Lenček
- Tina Lengar Verovnik
- Andrea Leskovec
- Fran Levstik
- David Limon
- Alja Lipavic Oštir
- Jože Lipnik ?
- Albina Lipovec
- Frančiška Lipovšek
- Nataša Logar (-Berginc)
- Tine Logar
- Tone Logar
- Tomaž Longyka
- Dušan Ludvik

## M
- Ivan Macun
- Franjo Magdič
- Lovre (Lovro) Mahnič?
- Barbara Majcenovič Kline
- Viktor Majdič
- Irina Makarova Tominec
- Jasna Makovec Černe
- Franc Malavašič
- Christina Manouilidou
- Karin Marc Bratina
- Marko Marinčič
- Jasmina Markič
- Mihael Markič ?
- Franjo Marn
- Josip Marn
- Franc (Lanko) Marušič
- Tatjana Marvin Derganc
- Herta Maurer-Lausegger
- Darja Mazi Leskovar
- (Hieronim Megiser)
- Pavle Merkù
- Maja Melinc Mlekuž
- Majda Merše
- Drago Mertelj
- Franc Serafin Metelko
- Matej Meterc
- Joža Meze
- Adriana Mezeg?
- Maja Mezgec
- Mija Michelizza
- Janez Mihelčič
- Erika Mihevc Gabrovec
- Tjaša Miklič
- Fran Miklošič (1813-1891)
- Janez Miklošič?
- Inka Mikluž-Štrukelj
- Vesna Mikolič
- Tamara Mikolič Južnič
- Anton Mikuš
- Radivoj F. Mikuš
- Milena Milojević Sheppard
- Irena Mirnik Prezelj?
- Tanja Mirtič
- Petra Mišmaš
- Doris Mlakar Gračner
- Janko Moder
- Izidor Modic
- Nagisa Moritoki Škof
- Uroš Mozetič?
- Janez Mrdavšič
- Oton Muhr
- Francek Mukič?
- Jakob Müller
- Anton Murko
- Matija Murko
- Ana Marija Muster (Nanika Muster Čenčur)

## N
- Martin Naglič
- Rajko Nahtigal
- Jožica Narat
- Vladimir Nartnik
- Ivan Navratil
- Albina Nećak-Lük
- Davorin Nemanič
- (Gerhard Neweklowsky)
- Mojca Nidorfer
- Gjoko Nikolovski
- France Novak
- Vilko Novak
- Sonja Novak Lukanović

## O
- Pavel Obersteiner
- Vatroslav Oblak
- Jera Oman
- Franc Omerza
- Irena Orel
- Silvana Orel Kos
- Janez Orešnik
- Martina Orožen
- Iztok Osojnik?
- Karel Oštir
- Juan Carlos Oven
- Irma Ožbalt?
- Martina Ožbot Currie

## P
- Franc Pacheiner
- Vlasta Pacheiner Klander
- Nina Pahor
- Jozef Pallay
- Jožef Papp?
- Joseph Paternost
- Katerina Paternost
- Avgust Pavel
- Dušan Pavlič
- Matic Pavlič
- Karl Pečnik?
- Vid Dominik Pen(n)
- Andrej Perdih
- Gregor Perko
- Mojca Perkon Kofol
- Majda Perne (Majda Merše)
- Rajko Perušek
- Robert Petaros
- Urška Petek?
- Marija Mojca Peternel?
- Janez Petkovšek?
- Špela Petric Žižić
- Teodor Petrič
- Marija Petrov Slodnjak
- Mateja Petrovčič
- Tanja Petrović?
- Mateja Pezdirc Bartol
- Barbara Pihler Ciglič
- Mira Pihler
- Luka Pintar
- Nataša Pirih Svetina
- Marta Pirnat Greenberg
- Viktor Pirnat?
- Žiga Pirnat?
- Agnes Pisanski Peterlin
- Milena Piškur?
- (Leonid Pitamic)?
- Karmen Pižorn?
- Katja Plemenitaš
- Maks Pleteršnik
- Melita Počkar (Marija Pirc)
- Katarina Podbevšek
- Štefan Podboj
- Josip Podgoršek
- Saša Podgoršek
- Vladimir Pogačnik
- Breda Pogorelec
- Heinz-Dieter Pohl?
- Marko Pohlin
- Jožef Poklukar
- Avgust Pokorn?
- Janja Polajnar Lenarčič
- Justina Popac
- Janez Valentin Sigmund/Žiga Popovič
- Ina Poteko
- Aneta Potočnik
- Boleslav Povšič
- Breda Požar?
- Vesna Požgaj Hadži
- Zvonka Praznik
- Bogo Pregelj
- Tomaž Prelokar
- Francka Premk
- Nikolaj Preobraženski
- Janez Nepomuk Primic
- Erich Prunč
- Simona Pulko?

## R
- Duša Race
- Božo Radovič
- Bernard Rajh
- Atilij Rakar?
- Engelbert Rakovec
- Rudolf Rakuša (esperantist)
- Fran Ramovš (1890-1952)
- Pia Rednak
- Vera Remic Jager?
- Ana (Marija) Renčelj
- Luka Repanšek
- (Milan Rešetar)
- Cvetka Rezar
- Jakob Rigler
- Damjan Ristić
- Maks Robič?
- Neža Rojko
- Jurij Rojs?
- Pavel Rostohar?
- Veronika Rot Gabrovec
- Maja Rotter
- Tadeja Rozman
- Jutka Rudaš
- Mirko Rupel
- (Marija Rus 1921-2019)
- Vida Rus

## S
- Linda Sadnik Aitzetmüller
- Mitja Saje
- Tomaž Sajovic
- Irena Samide?
- Krištof Savski
- Janez Scheinig (Šajnik)
- Anton Schellander
- Mojca Schlamberger Brezar
- (Éva Schwetter)
- Klaudija Sedar
- (Peter Semolič)
- Marjeta Senčar Bohinjec
- Saša Sernec
- Urška Sešek
- Jože Sever
- Chikako Shigemori Bučar
- Eva Sicherl
- Dragotin Simandl
- Marko Simonović
- Eliza Skalicky?
- Jože Skaza
- Janez Skela
- Jožef Skrbinšek
- Andrej E. Skubic
- Mitja Skubic
- Vika Slabe
- Franc Slivnik
- (Ivan Slokar)
- Vera Smole
- Mojca Smolej
- Viktor Smolej
- Maja Smotlak
- Jerica Snoj (r. Kavčič)
- Marko Snoj
- Josip (Jože) Sodja
- Cvetka Sokolov
- Gabrijela Sorman
- Dimitrij Sovre
- Helena Spanring
- Liliana Spinozzi Monai
- Tatjana Srebot Rejec
- Anita Srebrnik
- Marko Stabej
- Leopold Stanek?
- Petra Stankovska
- Janez Stanonik?
- Vasilka Stanovnik
- Sonja Starc
- Penka Stateva
- Johannes Jacobus (Han) Steenwijk
- Dragi Stefanija
- Arthur Stepanov
- David Stermole
- Andrej Stopar
- Irena Stramljič Breznik
- (Hildegard Striedter-Temps)
- Mojca Stritar Kučuk
- Anja Strojin Štampar?
- Đurđa Strsoglavec
- Alojzij Strupi
- Helena Stupan (r. Tominšek)
- Katja Sturm-Schnabl
- Namita Subiotto
- Jože Suhadolc
- Stane Suhadolnik
- Lovro Sušnik
- Miha Sušnik
- Slavko Sušnik
- Vaso Suyer?
- Luka Svetec

## Š
- Nada Šabec
- Agata Šega
- Meta Šega Potokar
- Polonca Šek Mertük
- Matej Šekli
- Anton Šepetavc?
- Vinko Šercl (1843-1906)
- Marjana Šifrar Kalan
- (Mate Šimundić)
- Ivanka Šircelj Žnidaršič
- Alenka Šivic Dular
- Tanja Škerlavaj
- Stanko Škerlj
- Jožica Škofic
- Stanislav Škrabec (1844-1918)
- Katja Škrubej?
- Manja Škrubej
- Sergij Šlenc
- Matej Šmalc?/Matevž Šmalc
- Janez Leopold Šmigoc
- Jakob Šolar
- Janez Šolar?
- Mojca Šorli
- Miran Špelič?
- Milan Štante (1930-1999)
- Rozka Štefan
- Franc Štiftar
- Karel Štrekelj
- Inka Štrukelj (Inka Mikluž-Štrukelj)
- Saška Štumberger
- Franc Šturm
- Vida Šturm
- Josip Šuman
- Klara Šumenjak
- (Jelica Šumić Riha)
- Rastislav Šuštaršič

## T
- Alojzij Tavčar
- Cvetana Tavzes
- Nataša Terbovšek Coklin
- Karmen Teržan Kopecky
- Lucien Tesnière
- Hotimir Tivadar
- Suzana Todorović
- Emil Tokarz
- Ivan Tominec
- Irina Makarova Tominec
- Josip Tominšek
- Vlasta Tominšek
- France Tomšič
- Ivan Topolovšek
- Jože Toporišič (1926-2014)
- Silvo Torkar
- Alenka Tratnik
- Andreja Trenc
- Ivan Trinko?
- Frančiška Trobevšek Drobnak
- Marko Trobevšek?
- Mitja Trojar
- (Davorin Trstenjak)
- Olga Trtnik por. Rossettini
- Vladka Tucovič
- Henrik Tuma
- Boštjan M. Turk
- Maja Turnher Miklavc?

## U
- Mladen Uhlik
- Natalija Ulčnik
- Fedora Umek
- Jerneja Umer Kljun
- Drago Unuk
- Veronika Urank-Olip
- Boris Urbančič
- Janja Urbas
- Viljem Urbas

## V
- Damjan Vahen (esperantist)
- Urška Valenčič Arh
- Matija Valjavec
- Alenka Valh Lopert
- József Varga
- Sonia Vaupot
- Franc Verbinc
- Darinka Verdonik
- Tina Verovnik
- Branislava Vičar
- Ada Vidovič Muha
- Primož Vitez
- France Vodnik?
- Valentin Vodnik
- Božo Vodušek
- Jerica Vogel
- Nastja Vojnovič?
- Jana Volk
- Ines Voršič
- Urška Vranjek Ošlak
- Alenka Vrbinc
- France Vrbinc
- Marjeta Vrbinc
- Tatjana Vučajnk
- Jožef (Josip) Vuga

## W
- Peter Weiss

## Z
- Renata Zadravec Pešec
- Mihael Zagajšek
- Janez Zalokar
- Pavel Zdovc
- Melita Zemljak Jontes
- Jana Zemljarič Miklavčič
- Janko Zerzer
- Luka Zima
- Stanislav Zimic?
- Marija Zlatnar Moe?
- Gruša Zlobec?
- Janez Zor
- Zinka Zorko
- Anja Zorman
- Marina Zorman
- Nubia Zrimec
- Nives Zudič Antonič
- Danila Zuljan Kumar
- Jakob Zupan
- Nina Zver
- Ana Zwitter Vitez

## Ž
- Jošt Žabkar
- France Žagar
- (Igor Ž. Žagar)
- Mojca Žagar Karer
- Rok Žaucer
- Andrejka Žejn
- Andreja Žele
- Mirjana Želježič
- Gregorij Žerjav
- Adela Žgur
- Sašo Živanović
- Janja Žmavc?
- Darja Žorga Globevnik
- Davorin Žunkovič
- Franc Žužek